# Biblioteca Robarts
La Biblioteca de Investigación John P. Robarts (en inglés: John P. Robarts Research Library), conocida habitualmente como Biblioteca Robarts (en inglés: Robarts Library), es la biblioteca principal de humanidades y ciencias sociales de la Universidad de Toronto y la más grande de la universidad. Inaugurada en 1973 y dedicada a John Robarts, el 17.º primer ministro de Ontario, contiene más de 4.5 millones de libros, 4.1 millones de microdocumentos y 740 000 otros elementos.
El edificio de la biblioteca es uno de los ejemplos más significativos de la arquitectura brutalista en América del Norte. Su estructura principal, que se eleva en altura, descansa sobre una planta con forma de triángulo equilátero y se caracteriza por el uso de patrones geométricos triangulares por todo el edificio. Constituye el elemento principal de un complejo de tres torres que también comprende la Biblioteca de Libros Raros Thomas Fisher y el Edificio Claude T. Bissell, que alberga la Facultad de Ciencias de la Información. El aspecto imponente de la biblioteca le ha valido los sobrenombres Fort Book («Fuerte Libro») y The Peacock o The Turkey («El pavo»).

## Arquitectura

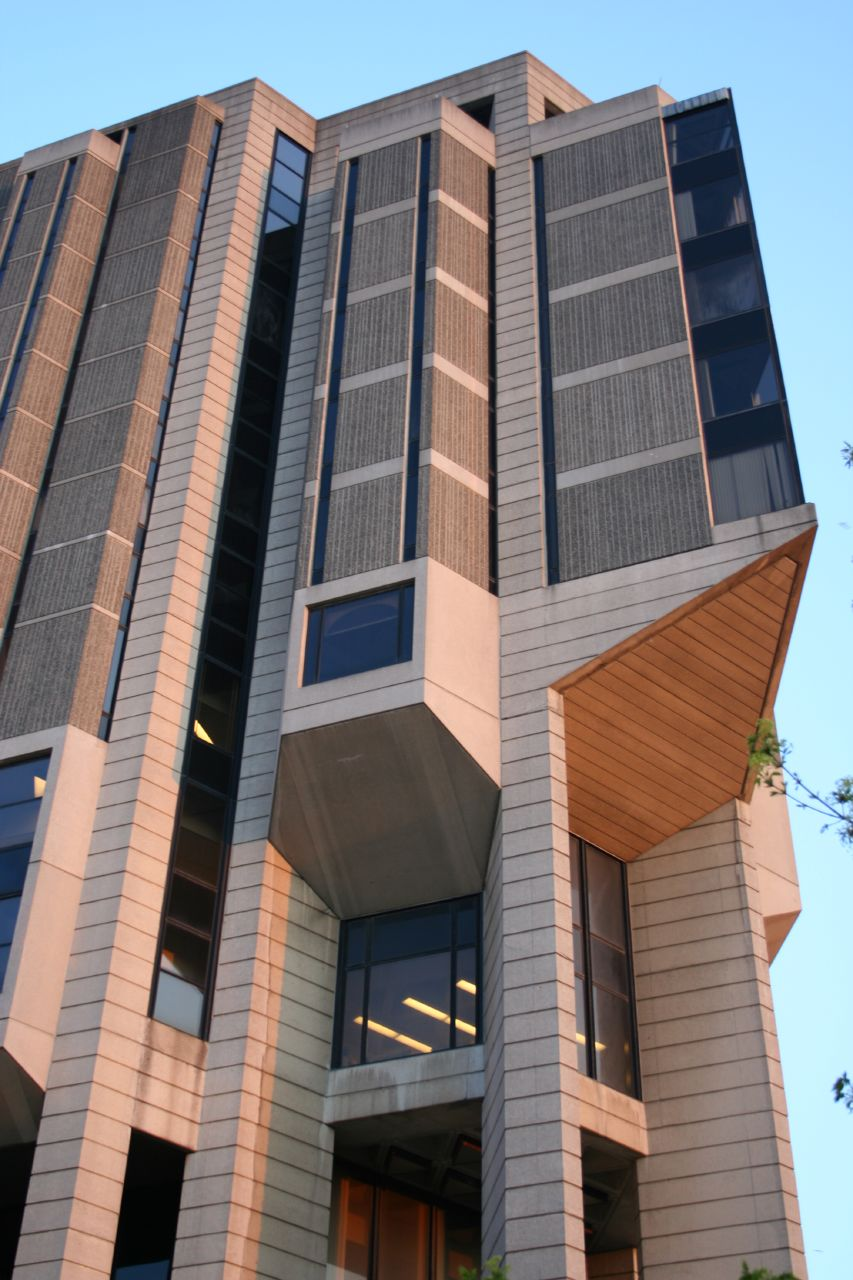
Detalle del exterior de la biblioteca.

El diseño de la Biblioteca Robarts fue liderado por Mathers & Haldenby Architects, con la colaboración como consultores de Warner, Burns, Toan & Lunde, un estudio de arquitectura neoyorquino entre cuyas obras previas estaban las bibliotecas de las universidades Cornell y Brown y que estaba especializado en edificios de hormigón prefabricado. Coincidiendo con las celebraciones del centenario de Canadá en 1967, el proyecto original fue ampliado para añadir tres plantas adicionales. La construcción de la biblioteca empezó en 1968 y se completó en 1973, con un coste de más de 40 millones de dólares.
La Biblioteca Robarts ocupa un terreno de 12 000 m² en un campo de espacio abierto y árboles maduros. El edificio descansa sobre una planta con forma de triángulo equilátero de 101 m de lado, la misma distancia que hay en un campo de fútbol canadiense entre las dos zonas de anotación. El edificio está orientado de manera que un lado del triángulo equilátero da hacia el oeste, mientras que los otros dos lados dan hacia el noreste y el sureste. Desde la esquina sureste, el edificio parece un pavo real.
El alzado es principalmente de hormigón, aunque con diferentes texturas y direccionalidad: el hormigón suave recubre la fachada de manera horizontal, mientras el hormigón rugoso lo hace verticalmente. Las ventanas, con marcos de acero, están situadas en miradores que sobresalen de la fachada y recuerdan a las torres en voladizo de los castillos medievales. Estos miradores parecen elevarse hacia arriba, transformando los dos niveles inferiores en huecos acristalados, lo que hace que estos elementos parezcan más ligeros de lo que son en realidad. Para estimular aún más la imaginación, es como si esos elementos fueran ascensores que transportan la «ansiedad académica por escapar del ruido y la agitación de la prensa vulgar [hacia] un palacio de ensueño que encierra en sus santos misterios el poder de la palabra».

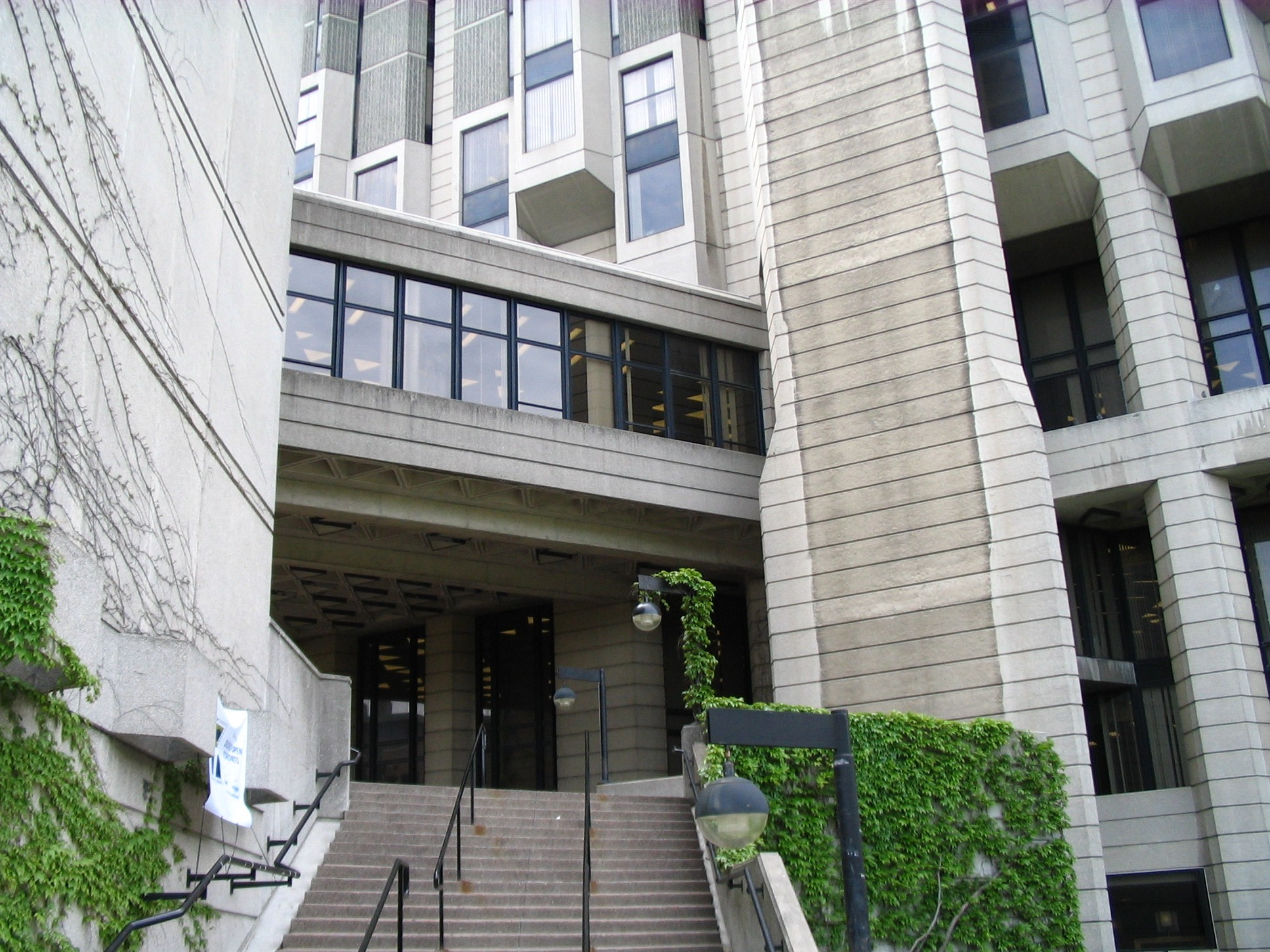
Un entresuelo conecta la Biblioteca Robarts con la Biblioteca de Libros Raros Thomas Fisher.

Con catorce plantas y dos sótanos, este edificio brutalista y futurista cuenta con podios elevados y una cuarta planta suspendida. Un entresuelo conecta físicamente la Biblioteca Robarts con la Biblioteca de Libros Raros Thomas Fisher en su lado sureste y con el Edificio Claude T. Bissell, que alberga la Facultad de Ciencias de la Información, en su lado noreste. Los forjados reticulares de hormigón que constituyen las plantas están adornados con teselados con patrones triangulares. Hay un atrio de circulación central de forma hexagonal en el núcleo del edificio. La superficie total del inmueble es de más de 96 200 m².
En 2008, la universidad anunció que la Biblioteca Robarts sería sometida a una renovación sustancial, la primera fase de la cual se completó en la primavera de 2011. Durante estos años, se produjo gradualmente una importante transformación del edificio, empezando con la renovación de los vértices de cada planta entre 2008 y 2010, la biblioteca de mapas y datos en la 5.ª planta en 2009, la sección de medios en la 3.ª planta en 2010 y los pórticos de la 2.ª planta en 2011. Estas intervenciones pretendían crear un ambiente más acogedor que ofreciera espacio de estudio informal y proporcionar mecanismos para que los usuarios tengan información sobre los servicios y recursos disponibles en el edificio. Se rediseñó y actualizó la señalización en todo el edificio para mejorar la navegación y usabilidad de la biblioteca y sus recursos. Para mejorar la comunicación con los estudiantes, también se instalaron nuevas pantallas táctiles, que proporcionan información como el número de estaciones de trabajo disponibles en cada planta en tiempo real. La señalización en el exterior de la biblioteca puede ser escaneada con la aplicación móvil Layar para obtener enlaces de realidad aumentada.
La siguiente fase de la renovación consistió en la construcción de un pabellón de cinco plantas que se ha convertido en el nuevo rostro de Robarts, abriendo el lado oeste del edificio a la calle, introduciendo un torrente de luz natural en las plantas inferiores y haciendo que todo el entorno sea más atractivo, accesible y productivo para los estudiantes. El nuevo pabellón añadió mil doscientos espacios de trabajo y estudio, elevando el número total de espacios de estudio de la biblioteca a más de seis mil. La renovación fue diseñada por Diamond and Schmitt Architects Incorporated.

## Colecciones

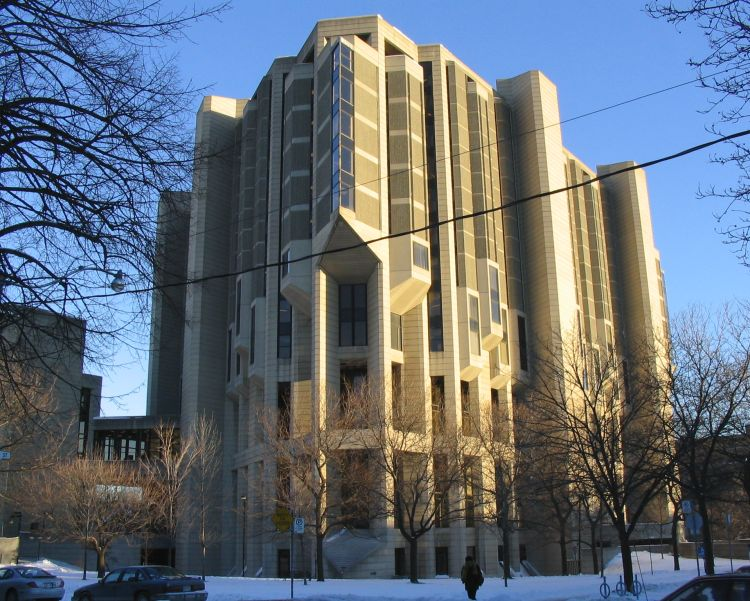
La Biblioteca Robarts vista desde el noroeste. A la izquierda puede verse la conexión con el Edificio Claude T. Bissell.

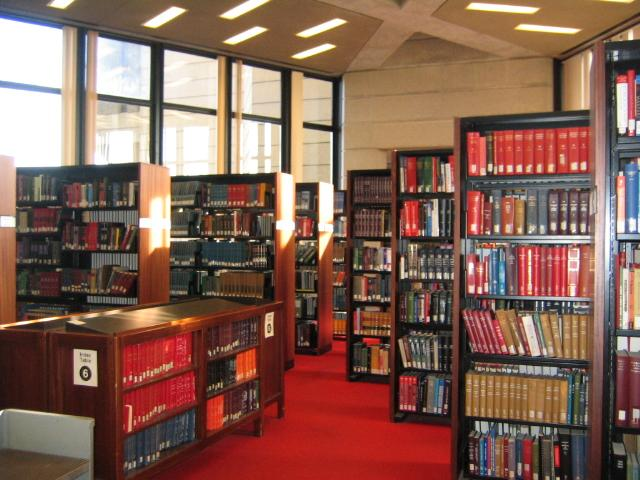
El interior de la biblioteca.

Un artículo de 1974 publicado en la revista Canadian Architect destaca la importancia de la biblioteca al servir a un campus del tamaño de una ciudad pequeña, además de ser un lugar de almacenamiento de los pensamientos e inspiraciones registrados por la humanidad. Inicialmente se concibió que la biblioteca fuera usada únicamente por estudiantes de posgrado, pero después de una protesta estudiantil, que incluyó una ocupación ilegal del edificio, también se concedió acceso a ella a los estudiantes de pregrado. El diseño inicial de la biblioteca contemplaba una cinta transportadora de libros para permitir su recogida más rápida por parte del personal de la biblioteca, que posteriormente enviaría los libros hacia abajo para su recogida por los estudiantes. Después de que Robarts fuera abierta a todos los estudiantes, esta cinta transportadora fue descartada, aunque las bandas instaladas para el sistema todavía son visibles sobre las estanterías. La biblioteca está abierta únicamente a los estudiantes actuales, a los profesores y trabajadores de la universidad, a los investigadores externos, a los miembros asociados y a los antiguos alumnos que paguen una suscripción, así como a los miembros de la comunidad escolar de la Universidad de Toronto. Está cerrada a los miembros del público general.
El edificio alberga varias colecciones singulares, incluida la Colección Mu, un conjunto de libros raros procedentes de China, conservada en la Biblioteca de Asia Oriental Cheng Yu Tung; la mayor colección de investigación para estudios sobre Hong Kong fuera de esta ciudad, en la Biblioteca de Canadá-Hong Kong Richard Charles Lee; y una considerable colección de libros en ruso, polaco, checo, eslovaco, ucraniano y otros idiomas de Europa del Este en el Centro de Recursos de Europa Central y Oriental Petro Jacyk.
Además de poseer una extensa colección de textos, la biblioteca proporciona espacio de estudio fuera del horario de atención a los estudiantes durante el año académico, excepto en fines de semana. Las estanterías de libros están inaccesibles fuera del horario de atención. En agosto de 2010, el Centro de Recursos de Tecnología Adaptiva se trasladó de la 1.ª planta de la Biblioteca Robarts a la Universidad de la Escuela de Arte y Diseño de Ontario, que está compartida con los estudiantes con discapacidad de esa universidad, así como de la cercana Universidad Metropolitana de Toronto y del Seneca College. La sede canadiense del Internet Archive está situada en la 7.ª planta.

## En la cultura popular
Se cree que la Biblioteca Robarts fue el modelo en el que se inspiró la biblioteca secreta de El nombre de la rosa de Umberto Eco. Eco pasó gran parte del tiempo durante el cual escribió la novela en la Universidad de Toronto, y la escalera de la biblioteca secreta tiene un parecido particularmente fuerte con la de la Biblioteca Robarts.
La Biblioteca Robarts se usó para las tomas exteriores de la prisión en la que está ambientada la película Resident Evil: Afterlife. Todo el edificio es visible numerosas veces, habiendo sido editado digitalmente y trasplantado de su ubicación en Toronto a Los Ángeles. En la película, está rodeada por el muro de la prisión y por cientos de miles de zombis. Mientras el exterior conserva su forma triangular, el interior es rectangular.